# 米粉

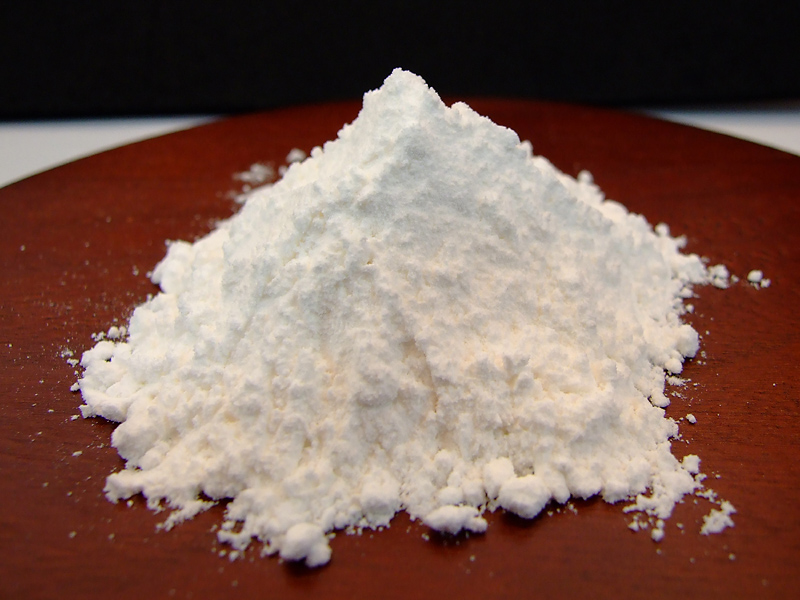
コシヒカリを原料とする米粉

米粉（べいふん、べいこ、こめこ；米の粉（こめのこ）とも）は、米を製粉したもの。穀粉の一種。団子、餅、煎餅、麺類、米粉パンなどの原料となる。グルテンフリー食品や、セリアック病の認知度が高まり、米粉食品が見直されている。「こめこ」の呼称は、食品として定着させるために企業やメディアから発信された読み方であり、そこから一般でも「こめこ」の名称が浸透しているが、本来は「べいふん」または「べいこ」と呼称されるものである。
単に「米粉」と言う場合は一般に上新粉の事を言う。

## 米粉の種類
米粉はうるち米またはもち米から作られる。
|                                              |                                            | うるち米から作られるもの | もち米から作られるもの | もち米とうるち米とを混ぜて作られるもの |
| -------------------------------------------- | ------------------------------------------ | --- | --- | --- |
| ベータ型：米粒を加熱せず生のまま粉にするもの | 乾燥状態で粉にするもの                     | 新粉：精白したうるち米を水洗いして水切りし、しばらく乾燥させてから製粉したもの。 それを十分に乾燥させてからふるいにかけると、少し粗い「並新粉」、細かい「上新粉」、更に細かい「上用粉(薯蕷粉)」とに分けることができる。                                                  | 餅粉︰もち米を水洗いして水切りし、しばらく乾燥させてから製粉したもの。（製法は上新粉と同じ） 白玉粉より粒は粗い。 | だんご粉（だんごこ） 解説 うるち米・もち米を精白し、水洗いして、しばらく水に漬けた後、粉砕（製粉）し、乾燥したもの。メーカーによってうるち米ともち米の配合比は異なる。 原料にうるち米が入っているため、（白玉粉や餅粉に比べ）コシのあるだんごを作りやすい。関西以西で多く愛好されている。 |
| ベータ型：米粒を加熱せず生のまま粉にするもの | 水挽製法のもの                             | | 白玉粉（しらたまこ） 解説 もち米を水挽製法※により粉にしたもの。餅粉より粒は細かい。製造に手間ひまがかかるため、一般に上等品の扱い。 ※水挽製法：もち米を水洗い、水漬けし（半日～1日）、水切り後、水を加えながら磨砕する方法。 別名：「寒ざらし粉」（昔は寒中に手間ひまかけて作られたことから）。 | |
| アルファ型：米粒を加熱してから粉にする方法   | アルファ型：米粒を加熱してから粉にする方法 | 乳児粉（にゅうじこ） 解説 うるち米を熱加工（アルファー化）して、製粉したもの。乳児食・離乳食・重湯等に用いられる。 | 寒梅粉（かんばいこ） 解説 精白したもち米を水洗い、水漬けし、烝して「もち」にして、それを（色が付かないように）白く焼き上げた後、粉砕（製粉）したもの。 名前の由来は、寒梅が咲く頃に新米をもちにして粉が作られたことによる。 ・別名：「みじん粉」（関東地方）、「焼みじん粉」。                  | |
| アルファ型：米粒を加熱してから粉にする方法   | アルファ型：米粒を加熱してから粉にする方法 | みじん粉（みじんこ） 解説 もち米（又はうるち米）を烝煮後、これを乾燥し、焙煎して製粉したもの。 もち米を原料とするものを「上早粉（じょうはやこ）」、うるち米を原料とするものを「並早粉（なみはやこ）」という。 なお、関東地方では、「寒梅粉」のことを「みじん粉」という。 | | |
| アルファ型：米粒を加熱してから粉にする方法   | アルファ型：米粒を加熱してから粉にする方法 | 道明寺（どうみょうじ） 解説 もち精米を水に浸し蒸してから乾燥して干飯（ほしいい）を作り、それを粗く砕いたもの。 名前の由来は、道明寺（大阪）で作られたことによる。 | | |
| アルファ型：米粒を加熱してから粉にする方法   | アルファ型：米粒を加熱してから粉にする方法 | 落雁粉（らくがんこ） 解説 もち米を水洗いしてしばらく乾燥させた後、烝煮することなく、焙煎して製粉したもの。または道明寺をもっと細かくして煎り上げたもの。 名前の由来は、落雁（らくがん）と呼ばれる干菓子を作る際に主原料として使われることから。                          | | |
| アルファ型：米粒を加熱してから粉にする方法   | アルファ型：米粒を加熱してから粉にする方法 | 上南粉（じょうなんこ） 解説 もち米（まれにうるち米）をよく洗い、水に浸し蒸してから乾燥させ、粉砕し、少しずつ煎りあげたもの。道明寺やみじん粉より粒は細かい。 ・別名：「加賀みじん」（金沢で作られたことから）、「上みじん」、「極みじん粉」など。                        | | |

### もち米から作られるもの
- 白玉粉（寒ざらし粉）
- 餅粉または求肥粉 もち米を洗った後で乾燥してから臼で粉に挽いたもの。厳密に言えば餅粉と求肥粉には粒子などの差があると言う意見もあるが、製粉業者も多くの和菓子店も同じ扱いをしている。
- 道明寺粉
- 寒梅粉（焼いた餅を砕いた粉）
- 落雁粉 洗米し浸水して蒸したもち米を乾燥し粉砕した後、焦げないよう白煎りしたもの。
- 微塵粉（みじん粉）
- リ・ファリーヌ・レジェール

### うるち米から作られるもの
- 上新粉（上用粉）
- かるかん粉
- 乳児粉（乳児穀粉）
- リ・ファリーヌ

## 米粉の用途
- 主にもち米粉を用いる物

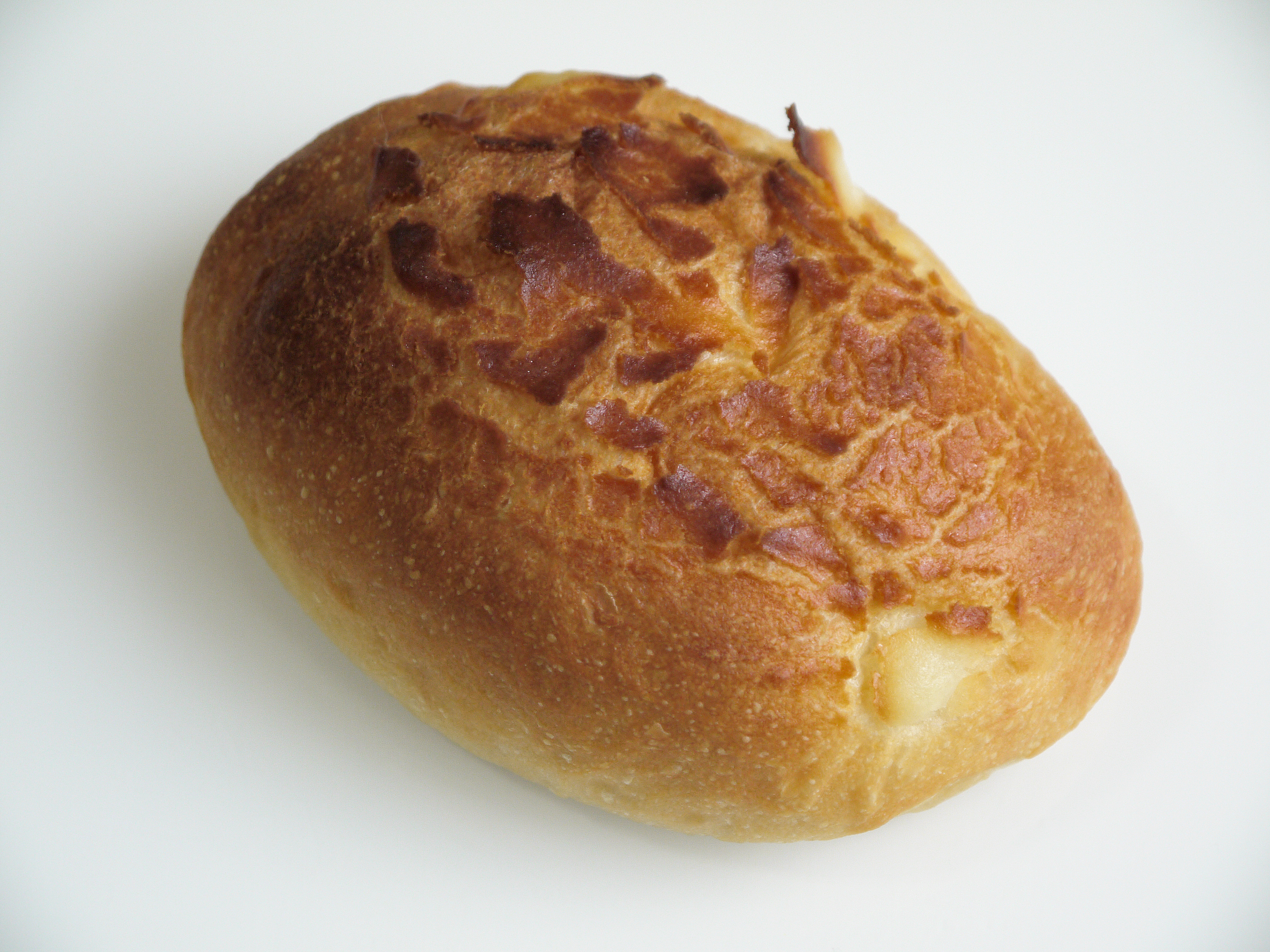
米粉パン

  - 和菓子（餅、羊羹・薯蕷饅頭・煎餅・団子・干菓子など）
- 主にうるち米粉を用いる物
  - 一部の和菓子（軽羹など）
  - 米粉麺（ビーフン、フォーなど）
  - ライスペーパー
  - スナック菓子、煎餅
- 主にうるち米粉の利用を図っている物
  - 洋菓子（クッキー・ケーキ・パンケーキなど）
  - 米粉パン（山食・角食・総菜パンなど）
  - 上記以外の米粉麺（うどん風、ラーメン風、パスタ風など）
  - 餃子の皮・焼売の皮・ピザ生地
  - アイスクリーム
  - 米粉カレー
  - 米粉グラタン
  - 米粉チヂミ[5]
  - 米粉天ぷら[5]
  - 米粉ホワイトソース[5]
  - 唐揚げ
  - お好み焼き

ほか

## 米粉の製造
- 胴搗製粉方法（石臼杵搗き）
- ロール製粉方法
- 気流粉砕製法（ジェットミル）
- 水びき
- 高速粉砕機（ピンミール）

このほか、名称のついていない製法や特許製法、企業秘密など様々ある。用途によって使い分けがされている。

## 日本における米粉

### 原料
うるち米は、従来は2mm弱の網目をもったふるいで選別した「網下米」「くず米」などと呼ばれる粒食に適さないものを原料として使用してきたが、近年では、粒食として使用できる（そのまま炊いても食べられるほどの）米を米粉にするケースもでてきた。
米粉は原料の違いに加えて、加工法によって上新粉、白玉粉などの種類に分かれる。
なお、上述のうるち米の「網下米」は、加工用米として「特定米穀」と呼ばれ、品質管理などの仕組みが存在しなかった。粒食用のうるち米は食糧法などで管理されていたことと比べると管理が甘い状況にあり、そのため2008年に露呈した事故米不正転売事件で、事故米の流通先の一つとして米粉に流れたとの指摘がある。

### 歴史
米粉の歴史は古い。基本的に米は玄米、または精米した上で炊いて飯にしてから食べることが多かったが、一部地域では、米を挽いて粉にし、焼いて食べるなどしていた。やがて、こういった製法は強い粘り気のある餅米を主に使うようになったが、地域によっては従来の米を使い続けた。他、奈良時代頃に、米の粉に水を加えて練り、油で揚げた煎餅などの菓子が大陸から伝わった。江戸時代に入ると、泰平の世の中で和菓子が発展し、この材料として米粉や白玉粉が広く使われるようになった。
日本では米の消費がピーク時の1963年度の年間約1341万トンから2005年は約922万トンと減少しており、一人あたりの消費量は1962年の年間約118.3kgから2005年は約61.4kgと減少している。
2009年4月に米穀の新用途への利用の促進に関する法律が成立した。
製粉技術の発達によって粒子を平均数十マイクロメートル以下まで細かく、損傷澱粉を少なくするなどして、従来の米粉（上新粉）より小麦粉の代用として使いやすくした微細粉米粉が注目されている。製粉技術の進歩に日本では、国産米（地元産米）の消費拡大につながる新たな需要が期待されている。

### 米粉用イネ品種
- あきた瑞穂の舞(秋田63号)
- ミズホチカラ

### 米粉の利用拡大に取り組む主な自治体

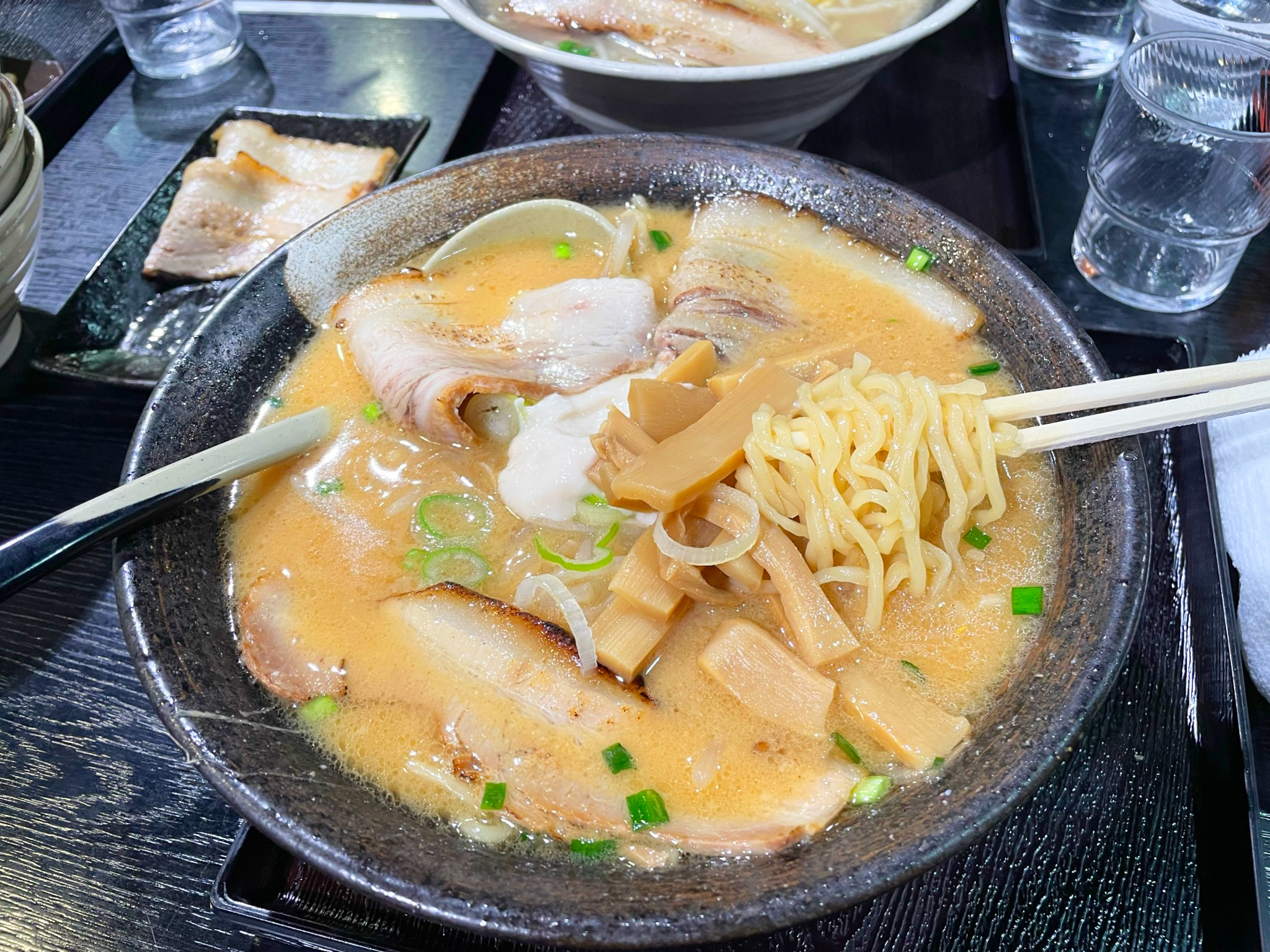
コシヒカリの米粉の麺を使ったラーメン（新潟県南魚沼郡湯沢町）

- 新潟県（県全域） - 小麦消費量の10%を米粉に置き換えることを目的として、「R10プロジェクト」という名称で食料自給率向上を進めている[12]。
- 北海道美唄市
- 北海道上川管内東川町
- 北海道空知管内栗山町4Hクラブ
- 青森県十和田市
- 秋田県大潟村
- 愛知県長久手市
- 岡山県 FOOD ACTION 美作[13]
- 山梨県 中央市

## タイにおける米粉
タイには様々な米粉を利用した料理がある。
- カノムクロック - 米粉とココナッツミルクを混ぜて焼いた、たこ焼きのような菓子[14]
- カノムブアン - 米粉とココナッツクリームを混ぜて固く焼いた、八ツ橋のような菓子[14]
- カノムサイサイ - 餡を米粉の生地に包みバナナの葉にくるんで蒸した菓子[14]
- カノムチャン - 米粉とタピオカ粉でできた層状のゼリー[14]
- カノムターン - 米粉の生地にサトウヤシの果肉とジュースをかけて蒸したもの[14]

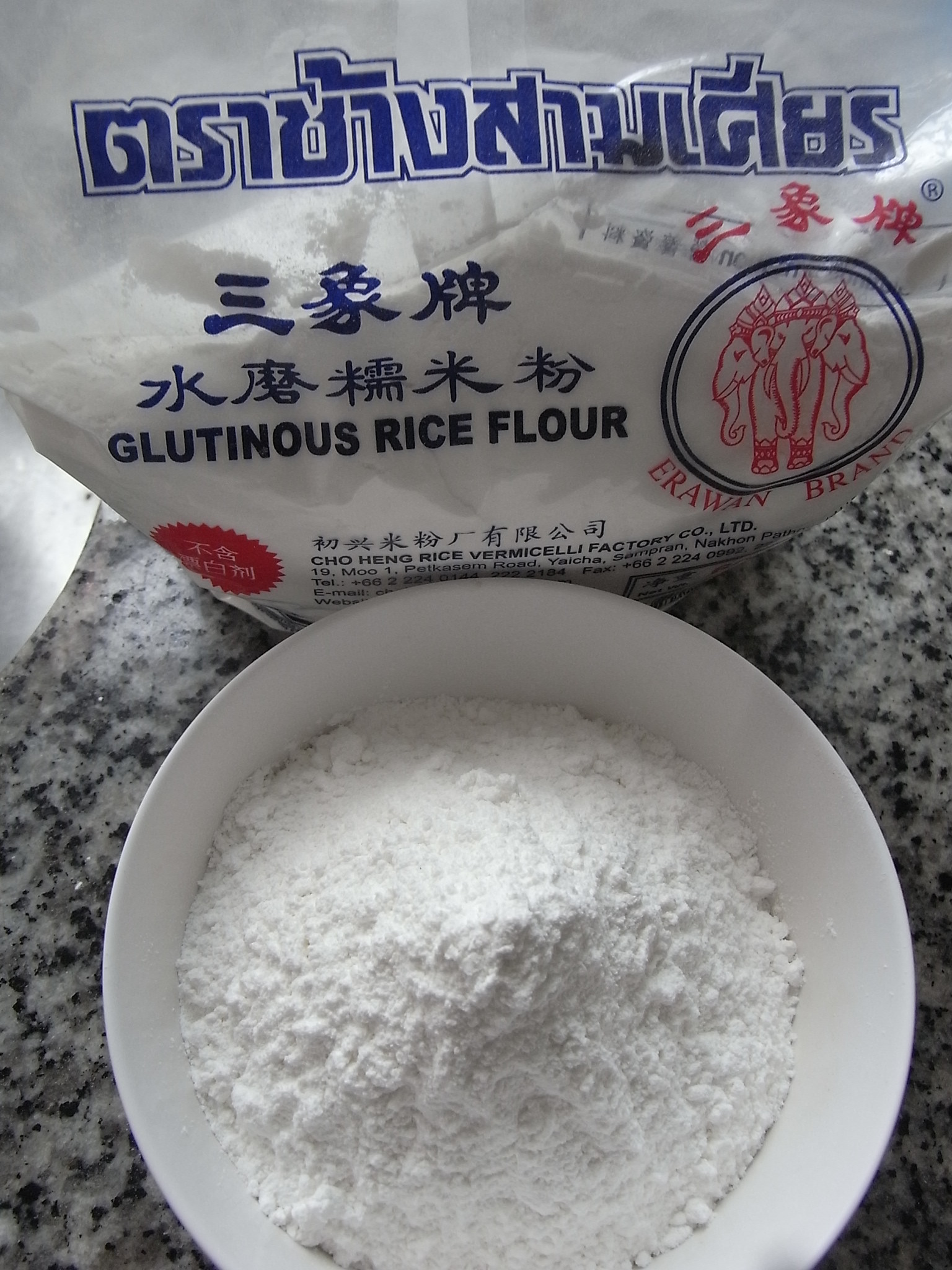
タイの糯米粉
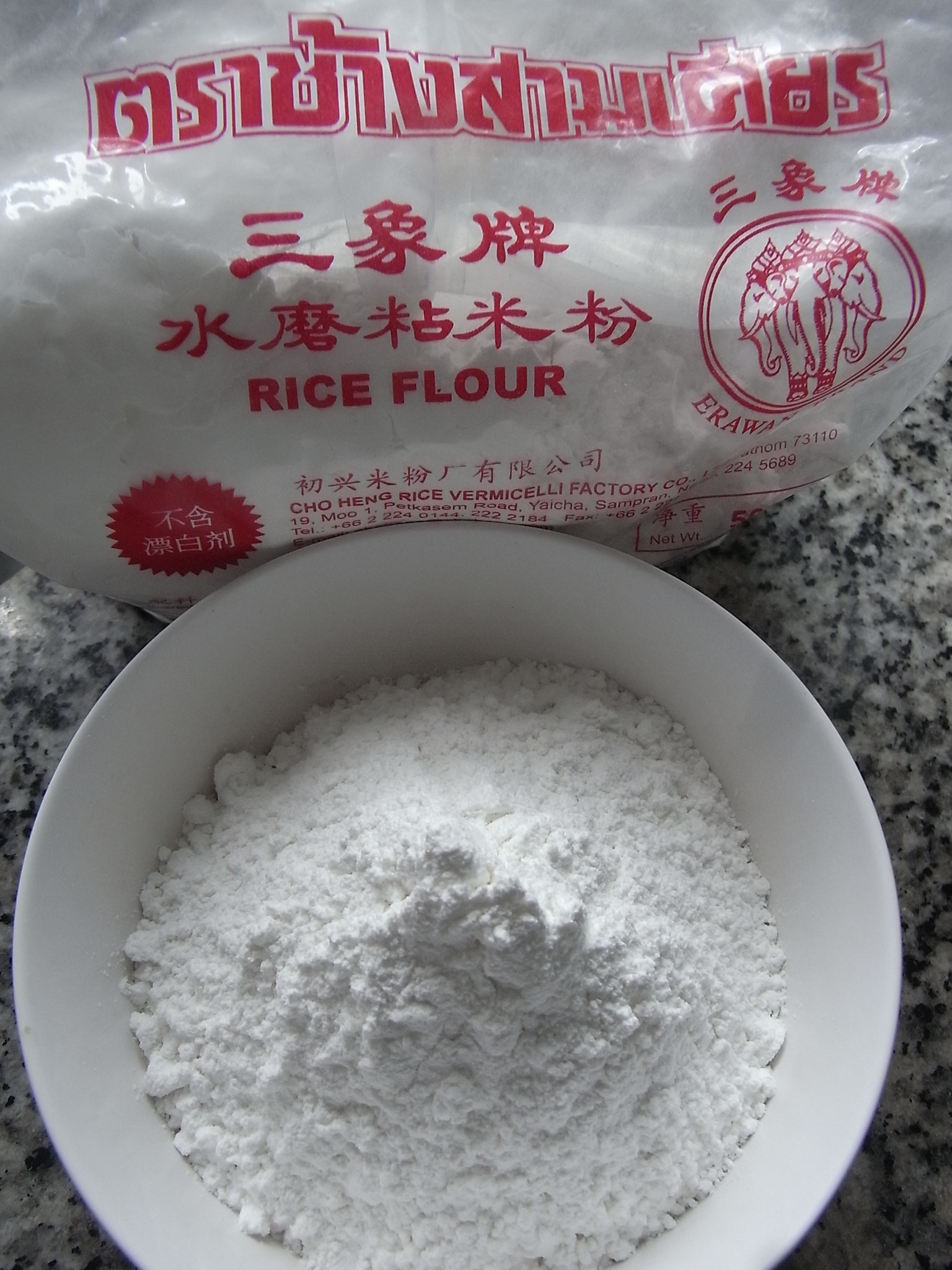
タイの粘米粉

## 欧米における米粉

### ヨーロッパ
イギリスやフランスでは米粉はグルテンフリーのパン、ビスケット、ケーキ、マフィン等の原料として取り扱われている。
ヨーロッパでは欧州の内外から広く米を輸入し、加工食品メーカーは製粉会社または原料卸から米粉を調達している。加工食品は調達量の多い大手小売では加工食品メーカーとの直接取引、調達量の少ない外食店やホテルでは卸経由での販売が一般的である。
ヨーロッパのパン業界ではグルテンなしのパン作りは不可能と考えられていたが、グルテンフリーの食品が注目を浴びるようになり、製パン・製菓材料として利用されるようになった。
イギリスではグルテン含有量の低さを重視した低グルテン製品への要求が高い。一方、フランスではオーガニックへの関心が高く、小麦生産段階での対応が必要で、グルテン含有量については認証取得で十分とする事業者が多いと言われている。
ヨーロッパでは欧州セリアック協会によるEU共通GF認証があり、グルテン含有量に関する認証はグルテン20ppm/kg以下保証（1年）となっている。

### アメリカ合衆国
アメリカでも米粉はグルテンフリーのパン、ピザ、パスタ、ビスケット、ケーキ等の原料として取り扱われている。
アメリカにおける米粉市場は米国産米を主原料とするものが多く流通している。アメリカでは、国内産米粉（特にカリフォルニア産米を利用した米粉）を加工食品メーカーが製粉会社から直接調達し（原料卸経由は一部）、商品を小売へ販売したり卸経由で外食店へ販売する流通が一般的である。
アメリカの認証機関としてグルテンフリー認証機構（GFCO）があり、グルテン含有量に関する認証はグルテン10ppm/kg以下保証（1年）となっている。

## 米粉粘土
幼児教育用の粘土に米粉を主原料にした米粉粘土がある。幼児が誤って口にしたときのために安全性を考慮した製品に小麦粉粘土があるが、小麦粉粘土には小麦アレルギーによるリスクがあるため米粉で代用したもの。